# La fragua (pintura)
La fragua es un cuadro de Francisco de Goya, pintado alrededor de 1819, posiblemente para la Quinta del Sordo. Actualmente se exhibe en la Colección Frick, Nueva York.

## Análisis
La ausencia de encargos oficiales durante la Restauración absolutista en España permite que Goya desarrolle su ingenio pictórico como nunca. En este cuadro se ve una pequeña metáfora, en la que los herreros son el pueblo español y el hierro el ejército francés. Tiene ciertos ecos de Rembrandt y Velázquez.
- Datos: Q7348709
- Multimedia: The Forge (Goya) / Q7348709